# Gruppentanz
Ein Gruppentanz ist ein Tanz, der von drei oder mehr Personen gemeinsam getanzt wird. Dabei können sowohl gleichgeschlechtliche als auch gemischte Gruppen von Einzelpersonen, sowie Gruppen von Tanzpaaren (Partnertanz) gemeint sein. Dabei findet ein abgestimmtes Zusammenspiel zwischen mehreren Personen statt. Dies steht im Kontrast zu den Konzepten des Einzel- und Paartanzes.
Beispiele für Gruppentänze sind Salsa Rueda, Sirtaki oder Square Dance sowie alle Arten des Formationstanzes wie Jazz Dance, Stepptanz oder Standard-, Latein- und Rock-’n’-Roll-Formationen. Auch im Volkstanz gibt es etliche Gruppentänze, wie beispielsweise Set Dance oder die norddeutschen bunten Tänze.
Auch Line Dance wird gerne in Gruppen getanzt, wobei dafür eine Choreographie die Basis bildet, die in gewissen Grenzen variiert werden kann, da die Interpretation der Musik den Einzeltänzern jeweils selbst überlassen bleibt.